# Kimberly Loaiza
Kimberly Guadalupe Loaiza Martinez (Mexicali,12 de dezembro de 1997), mais conhecida como Kimberly Loaiza, é uma youtuber, celebridade da internet e cantora mexicana. Ela estreou em 2 de dezembro de 2016 e em 1 semana já possuía 100 mil inscritos em seu canal no YouTube.
Ela é hoje a 13ª usuária mais seguida no aplicativo TikTok.